# Gazy Andraus
Gazy Andraus (Ituiutaba, 11 janvier 1967) est un professeur d'université, auteur de bandes dessinées et chercheur brésilien. Il est titulaire d'un doctorat en sciences de la communication de l'Université de São Paulo et d'une maîtrise en arts visuels de l'Universidade Estadual Paulista,,,,.

## Biographie
En tant que auteur de bande dessinée, il publie dans des fanzines et magazines internationaux tels que le zine français "La Bouche du Monde n°7 et n°8 et des publications brésiliennes telles que QI, Barata, Matrix, Ideário, Mandala, Fêmea Feroz, Metal Pesado et l'album Brasilian Heavy Metal, une version brésilienne de Heavy Metal,.
En tant que chercheur, il écrit plusieurs livres et chapitres sur les bandes dessinées et les fanzines. En 2007, il remporte le Troféu HQ Mix dans la catégorie « meilleure thèse de doctorat » pour sa recherche sur la bande dessinée comme information d'imagerie intégrée pour l'enseignement universitaire, soutenue à l'Université de São Paulo,,,,,.
Andraus est membre de l'Observatório de Histórias em Quadrinhos da Escola de Comunicações e Artes da Universidade de São Paulo (Observatoire de la bande dessinée de l'École des communications et des arts de l'Université de São Paulo), de Associação dos Pesquisadores em Arte Sequencia (ASPAS). de l'Interdisciplinarité et Interdisciplinaridade e Espiritualidade na Educação (INTERESPE) et Création et Ciberarte à l'Université fédérale de Goiás,.